# رنه رنو
رنه رنو (انگلیسی: René Renno؛ زادهٔ ۱۹ فوریهٔ ۱۹۷۹) بازیکن فوتبال اهل آلمان است.
از باشگاه‌هایی که در آن بازی کرده‌است می‌توان به باشگاه فوتبال انرژی کوتبوس، باشگاه فوتبال بوخوم، و باشگاه فوتبال روت‌وایس اسن اشاره کرد.